# Trolejbusy w Maidstone
Trolejbusy w Maidstone – zlikwidowany system trolejbusowy w mieście Maidstone, w Anglii, w Wielkiej Brytanii. Został otwarty 1 maja 1928 r. i zastąpił zlikwidowany miejscowy system tramwajowy.
Na tle pozostałych, nieistniejących już systemów trolejbusowych w Wielkiej Brytanii, system w Maidstone był niewielki; istniały tylko 2 linie, maksymalnie posiadano 24 trolejbusy. Został zlikwidowany 15 kwietnia 1967 r.
Zachowały się trzy trolejbusy z Maidstone. Dwa w The Trolleybus Museum at Sandtoft, Lincolnshire a trzeci w East Anglia Transport Museum, Carlton Colville, Suffolk.

## Galeria

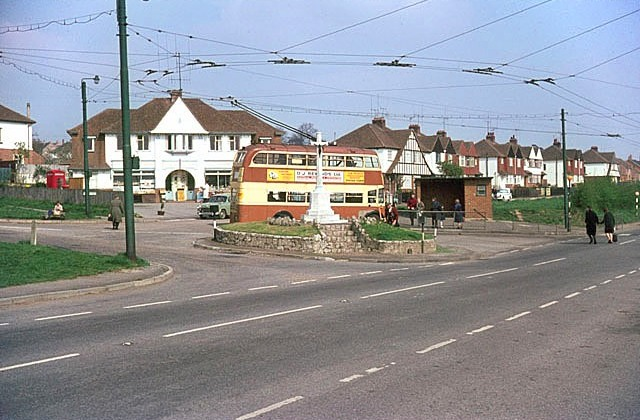
Pętla trolejbusowa na Bull Inn, Barming
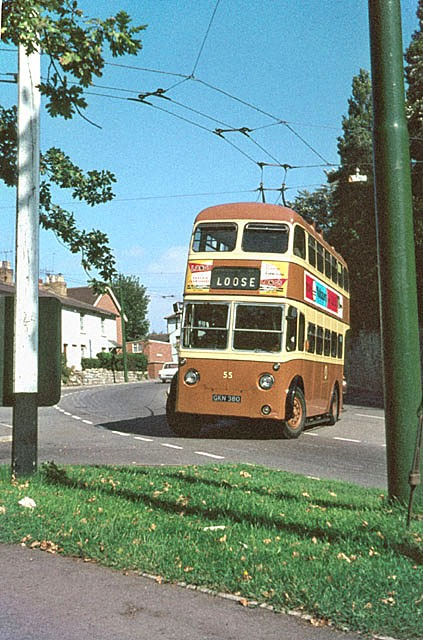
Trolejbus wjeżdżający na pętlę Loose
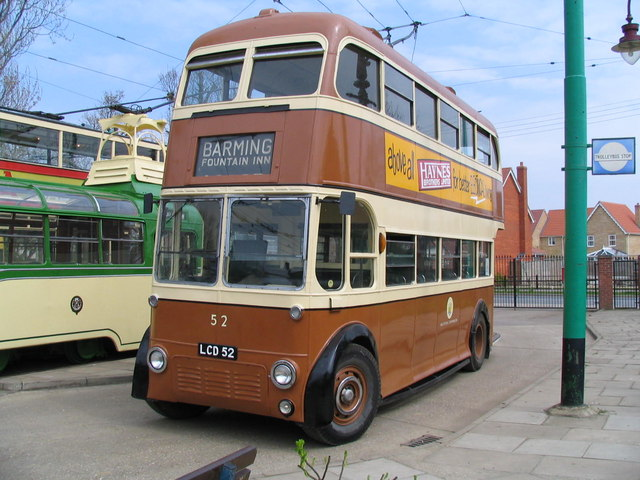
Trolejbus z Maidstone w muzeum w Suffolk